# Гремліни (фільм)
«Гремліни» (англ. Gremlins) — американський комедійний фільм жахів 1984 року режисера Джо Данте.
Незадовго до Різдва чоловік Рендалл купує для свого сина Біллі пухнасту істоту могвая. Не дотримавшись правил утримання істоти, Біллі спричиняє серію небезпечних подій у своєму місті. Адже могваї перетворюються на бешкетливих і злих гремлінів.

## Сюжет
Винахідник Рендалл Пельцер відвідує антикварний магазин Чайнатауна, сподіваючись знайти різдвяний подарунок для свого сина Біллі. Він не оминає нагоди прорекламувати продавцеві свій винахід, який однак не працює. Тоді він чує дивний спів і бачить, що його видає маленька пухнаста істота під назвою могвай. Власник крамниці, містер Вінг, відмовляється продати його Рендаллу, бо це «велика відповідальність». Але його онук таємно продає істоту за 200 доларів, попереджаючи Рендалла пам'ятати три правила щодо могвая — не виставляти істоту на яскраве світло, не допускати контакту з водою, і нізащо не годувати після опівночі.
У місті Кінгстон-Фоллз працівник місцевого банку Біллі, 20-ирічний син Рендалла, готується до Різдва. Але він заборгував за оренду будинку скупій вдові, місіс Дігл. Тоді місіс Дігл погрожує вбити їхнього пса Барні. Почувши це, пес накидається на неї; місіс Дігл обіцяє помститися. Біллі заходить до бару, де почувається ніяково перед своїм успішним другом Джеральдом. Потім він цікавиться в своєї дівчини Кейт Берінгер як вона готується до Різдва. Дівчина відповідає, що не любить це свято.
Рендалл повертається додому й дарує Біллі могвая, назвавши його «Гізмо». Рендалл пояснює три правила і Біллі грається з могваєм. Наступного ранку друг Біллі, хлопчик Піт Фонтейн, бачить могвая та випадково розливає на нього воду. Гізмо розділяється на пухнасті кульки, з яких виростає по новому могваю, які більш бешкетливі та агресивні. Біллі показує одного з могваїв своєму колишньому вчителю початкової школи, містеру Генсону. Той створює за допомогою води ще одного могвая, якого хоче дослідити. Вночі піддослідна істота з'їдає полишений поруч бутерброд.
Вдома у Біллі могваї обманюють хлопця, щоб той погодував їх після опівночі (Гізмо не бере в цьому участі). Для цього вони вимикають годинник у його кімнаті. Зранку молоді могваї перетворюються на шкірясті кокони. Містер Генсон виявляє, що істота з кокона втекла й попереджає про це Біллі. Коли хлопець приходить до школи, то бачить, що могвай перетворився на злого гремліна та вбив учителя. Тим часом гремліни в його будинку знущаються з Гізмо, який лишився пухнастою тваринкою. Далі вони розходяться по будинку й починають їсти. Мати Біллі, Лінн, убиває одного гремліна ножем, а іншого запікає в мікрохвильовці. Біллі допомагає знищити решту гремлінів, за винятком їхнього ватажка Страйпа, що тікає надвір.
Страйп стрибає в басейн, породжуючи армію гремлінів, які сіють хаос у Кінгстон-Фолз. Біллі розповідає про це шерифу, але той не вірить, поки сам не зазнає нападу гремлінів. Місіс Дігл гине через гремлінів, які викидають її з вікна. Дівчина Біллі, Кейт, працює в таверні, яку зайняв натовп гремлінів. Кейт випадково дізнається, що гремліни гинуть від яскравого світла і знищує їх спалахом фотоапарата. Потім її забирає Біллі і вони ховаються в банку.
Дівчина розповідає Біллі та Гізмо, що, коли їй було дев'ять років, її батько пропав безвісти напередодні Різдва, а потім його труп у костюмі Санта-Клауса знайшли в комині. Плануючи здивувати дочку та дружину, він випадково послизнувся і зламав собі шию, миттєво загинувши в димарі. Відтоді Кейт не любить Різдво.
Біллі та Кейт дізнаються, що гремліни дивляться фільм «Білосніжка та семеро гномів» у місцевому театрі. Тоді обоє провокують вибух газу, що вбиває всіх гремлінів, крім Страйпа, який раніше вийшов із театру, щоби вкрасти цукерки. З наближенням ранку вони слідують за Страйпом в універмаг, де він намагається використати фонтан, аби породити більше гремлінів. Гізмо відкриває сусіднє вікно і світло спалює Страйпа.
Як повідомляють місцеві новини, події в Кінгстон-Фоллз не отримали пояснення і є лише чутки про «зелених чоловічків». Біллі забирає Гізмо додому, де зненацька виникає містер Вінг. Він дорікає Рендаллу, що той вчинив безвідповідально. Але бачачи, як Біллі сподобався могваю, Вінг обіцяє, що колись вони будуть готові до зустрічі. Наостанок Вінг приймає від Рендалла в подарунок його винахід — бездимну попільничку. Та як застерігає оповідач, гремліни можуть повернутися будь-коли.

## У ролях
| Актор              | Роль             |
| ------------------ | ---------------- |
| Зак Гелліган       | Біллі Пельцер    |
| Фібі Кейтс         | Кейт Берінгер    |
| Хойт Екстон        | Рендалл Пельцер  |
| Поллі Голлідей     | Рубін Дейгл      |
| Френсіс Лі МакКейн | Лінн Пельцер     |
| Корі Фельдман      | Піт Фонтейн      |
| Скотт Брейді       | шериф Френк      |
| Дік Міллер         | Мюррей Футерман  |
| Едвард Ендрюс      | містер Корбен    |
| Джадж Рейнгольд    | Джералд Гопкінс  |
| Ніккі Кетт         | школяр           |
| Кей Люк            | дід, містер Вінг |
| Джонатан Бенкс     | заступник Брент  |

## Створення
Вихід «Гремлінів» припав на час, коли комедії жахів набували популярності, викликаючи сміх за допомогою сюжетних елементів, які традиційно використовувалися, щоб налякати. Гремліни — це істоти фольклору XX століття, що спершу уявлялися авіаторами як шкодливі карлики, які псують різні прилади.
Сюжет фільму «Гремліни» написав Кріс Коламбус. Як пояснював Коламбус, одного разу на горищі вночі він почув як бігають миші й вирішив, що це доволі моторошно. Режисер Джо Данте почав роботу над фільмом ще коли працював над «Сутінковою зоною» (1983), режисером якої був Стівен Спілберг. У фільмі містився сегмент за участю гремліна.
Початковий сценарій був жорстокіший. В ньому були сцени обезголовлення Лінн гремлінами, поїдання гремлінами собаки Білла та відвідувачів «МакДональдса». Продюсер Стівен Спілберг і режисер Джо Данте вирішили зробити фільм більш сімейним. Данте планував використати в ролі гремлінів мавп, але тварини панікували, коли на них одягали маски гремлінів. Зрештою використали аніматронні ляльки ціною від 30 тис. до 40 тис. доларів кожна.

## Сприйняття
Фільм «Гремліни» часто критикували за сцени жорстокості, проте деякі видання визнали його одним з найкращих у 1984 році. Середня оцінка на агрегаторі рецензій Rotten Tomatoes становить 86 % схвалення. Консенсус критиків вебсайту: «Незалежно від того, чи ви вирішите сприймати його як коментар про культуру споживання чи просто як фільм зі спецефектами вибухів, „Гремліни“ — це в певному сенсі класика». На Metacritic середня оцінка фільму складає 70 балів зі 100.
Вінсент Кенбі в газеті «The New York Times» відгукнувся, що режисер Данте та сценарист Кріс Коламбус мають дивне почуття гумору. Вони атакують свою молоду авдиторію раптовими сценами руйнувань, які спричиняють то гремліни, то люди. «Гремліни» набагато більше зацікавлені в тому, щоб змішувати жанри й кліше та відпускати випадкові жарти, ніж у забезпеченні послідовної розваги. «Гремліни» «вибухають оргією спецефектів», які радше налякають дітей, для яких фільм створений.
Як писав Роджер Еберт, перша половина фільму відбувається за казковим сюжетом про порушення заборони. Друга містить деякі огидні сцени та неприємне пояснення Кейт чому вона не любить Різдво. Це дотепний фільм категорії Б, який гумористично обігрує кліше кіно про монстрів, але його не можна назвати різдвяною казкою; принаймні, в тому сенсі, який зазвичай вкладається в це поняття.
У той час як деякі критики засуджували сцени смертей, розповідь Кейт і розпоясання гремлінів за відсутність комічної цінності, Шарлотта Міллер інтерпретувала це як сатиру на «деякі характеристики західної цивілізації», зокрема захоплення зображеннями жорстокості. Гремлінів також можна розуміти як виступ проти технологій, оскільки деякі персонажі, наприклад батько Біллі, надмірно залежать від них. На противагу йому містер Вінг відчуває огиду до телебачення. Інші дослідники погоджувалися, що гремліни уособлюють негативні риси людського суспільства, тоді як частина висловили побоювання, що поведінка гремлінів може надихнути дітей до хуліганських і жорстоких дій. Особливо критикувалася сцена, де Лінн убиває гремліна, посадивши його в мікрохвильовку, що могло підштовхнути дітей зробити те саме з домашніми тваринами.